# تبعیض فرهنگی
تبعیض (تعصب) فرهنگی پدیدهٔ تفسیر و قضاوت پدیده‌ها، بر مبنای معیارهای فرهنگ خود فرد است. تبعیض فرهنگی زمانی رخ می‌دهد که مردمان دارای یک فرهنگ خاص، قراردادهای اجتماعی (فرهنگ) خودشان را قانون منطقی یا طبیعی بدانند. این پدیده به عنوان مشکلی اساسی در علوم اجتماعی و انسانی مانند اقتصاد، روانشناسی، انسان‌شناسی و جامعه‌شناسی در نظر گرفته می‌شود. برخی از دست‌اندرکاران رشته‌های فوق تلاش کرده‌اند روشها و نظریه‌هایی را برای جبران یا از بین بردن تبعیض فرهنگی ایجاد کنند.
مثالهای زیادی از تبعیض فرهنگی در زمینه‌هایی همچون رنگ، انتخاب همسر، مفهوم عدالت، و تابوها وجود دارند.

### اقتصاد
سوگیری فرهنگی در مبادلات اقتصادی اغلب نادیده گرفته می‌شود. مطالعه انجام شده در دانشگاه نورث وسترن حاکی از آن است که برداشت فرهنگی که دو کشور از یکدیگر دارند، عامل مهمی در فعالیت اقتصادی بین آنها است. این مطالعه نشان می‌دهد که اعتماد دو جانبه پایین بین دو کشور منجر به تجارت کمتر، سرمایه‌گذاری در اوراق بهادار کمتر و سرمایه‌گذاری مستقیم کمتر خواهد شد.